# Ștefan Vodă, Călărași
Ștefan Vodă là một xã thuộc hạt Călărași, România. Dân số thời điểm năm 2002 là 2501 người.